# 유럽 식품안전청

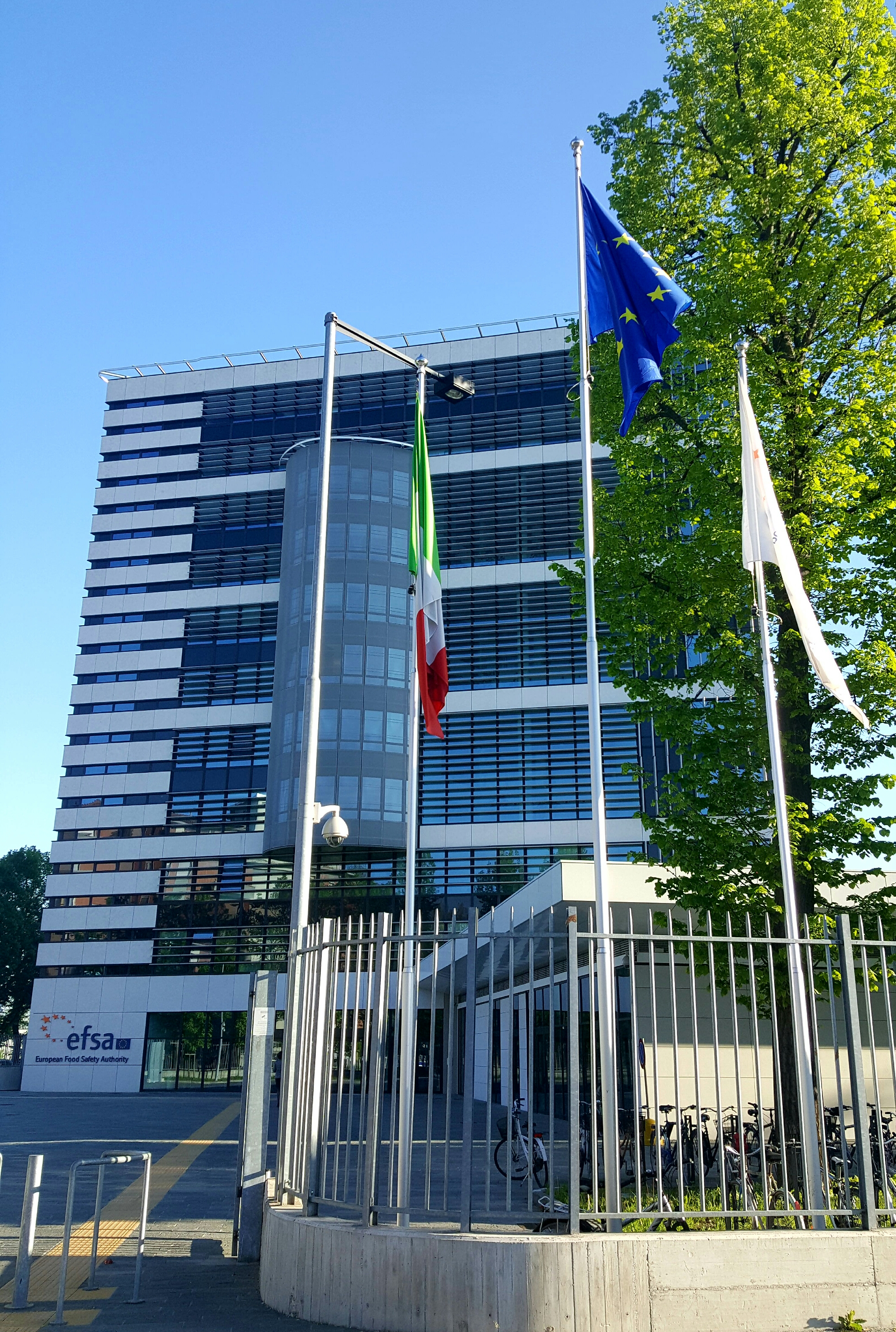

유럽 식품안전청(European Food Safety Authority, EFSA)는 유럽 연합(EU) 산하 기관 으로, 식품 및 식품첨가물 등과 관련된 과학적 자문을 제공하고 정보를 공유하는 독립기관이다.

## 역사
유럽 식품안전청(EFSA)는 1990년대 후반에 발생한 일련의 식품 안전 문제 이후 EU 내 식품 안전을 개선하고 소비자를 보호하기 위한 광범위한 프로그램의 일환으로 2002년 2월 설립되었다. 본부는 이탈리아 파르마에 있다.

## 목적 및 역할
유럽 연합 회원국 소비자의 건강 보호와 식품 및 사료 공급망의 안전을 보장하기 위해 식품 및 사료 안전에 직간접적으로 영향을 미치는 모든 사안에 대한 과학적 자문을 수행하며 독립기관으로서 지위를 가진다.
유럽 식품안전청(EFSA)의 업무는 유럽 연합집행 위원회(European Commission, EC), 유럽 의회, 유럽 연합 회원국의 과학적 조언 요청에 따라 수행된다. 외부 요청과 별개로 자체적인 연구를 수행하기도 한다.